# Żeglarstwo na Letnich Igrzyskach Olimpijskich 1912 – klasa 10 metrów

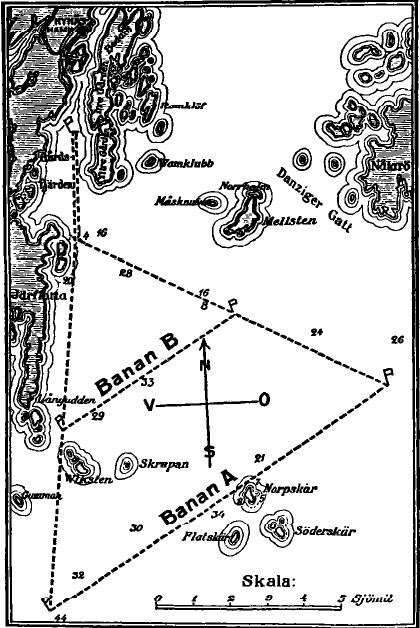
Trasa zawodów

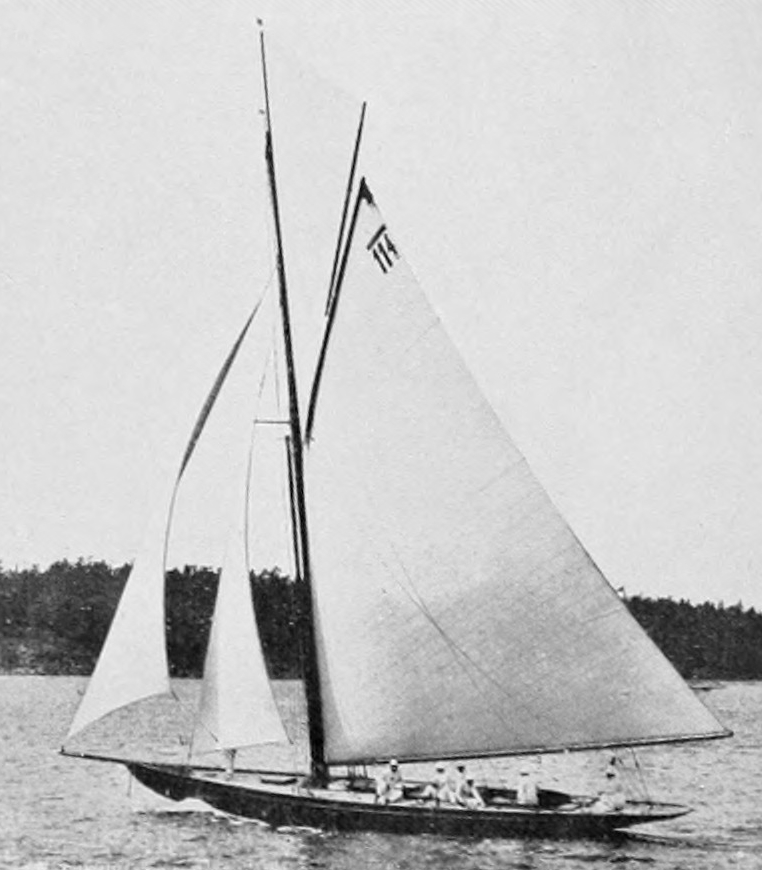
Kitty

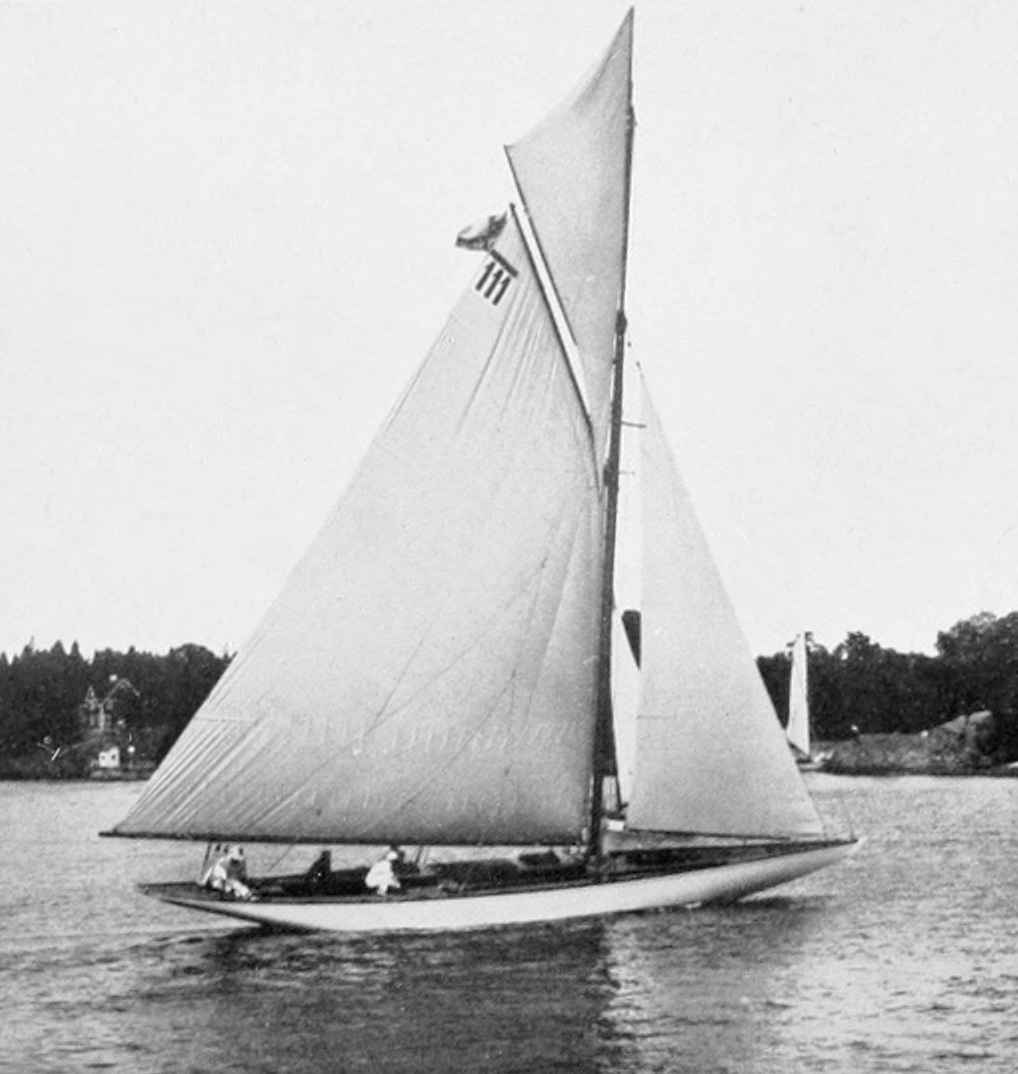
Nina

Zawody w żeglarskiej klasie 10 metrów podczas V Letnich Igrzysk Olimpijskich odbyły się w dniach 20–22 lipca 1912 roku na wodach położonego w regionie Sztokholm miasta Nynäshamn.

## Informacje ogólne
Do zawodów zgłosiły się cztery jachty z trzech reprezentacji – dwa ze Szwecji oraz po jednym z Finlandii i Rosji.
W regatach triumfował szwedzki jacht Kitty wygrywając oba wyścigi, drugie miejsce zajął fiński Nina, który w dogrywce pokonał Rosjan na Gallia II. Prócz medali czołowa trójka otrzymała pamiątkowe plakietki.

## Format zawodów
Zawody składały się z dwóch punktowanych wyścigów przeprowadzonych 20 i 21 lipca 2012 roku. Punkty były przyznawane za miejsca zajęte na mecie – pierwsza trójka otrzymywała odpowiednio siedem, trzy i jeden punkt, za zajęcie pozostałych miejsc punkty nie przysługiwały. Na wynik końcowy składała się suma wszystkich punktów, przy równej punktacji załóg 22 lipca przeprowadzana była między nimi dogrywka.

## Przebieg zawodów
Pierwszy wyścig odbył się 20 lipca, przy wietrze ENE z prędkością 3,6–4 m/s. Na starcie najszybsze były dwa szwedzkie jachty – Marga przed Kitty, następnie płynęli Finowie i Rosjanie. Przez problemy z żaglem Kitty zaczął odstawać od reszty stawki, jednak po oporaniu się z nimi szybko odrobił stracony dystans i objął prowadzenie, którego nie oddał do końca regat. Na metę ze stratą ponad trzynastu minut w odstępach kilkunastu sekund wpłynęli Finowie i Rosjanie.
Dzień później przy wietrze NEbN wiejącym z prędkością 3,9–4 m/s odbył się wyścig drugi. Rosjanie na Gallia II wystartowali najlepiej, lecz Kitty podobnie jak w pierwszym wyścigu wkrótce objął niezagrożone do samego finiszu prowadzenie. Marga płynąc przy brzegu stracił dystans do reszty jachtów przypływając na ostatniej pozycji.
Z powodu zdobycia przez dwa jachty czterech punktów konieczne było rozegranie 22 lipca dogrywki. Nina już na starcie był trzy długości lepszy od rosyjskiego jachtu, utrzymując się na czele przez cały wyścig zakończony półtoraminutową przewagą.

## Wyniki
| Pozycja | Załoga | Jacht     | Wyścig I | Wyścig I | Wyścig I | Wyścig II | Wyścig II | Wyścig II | Ogółem | Dogrywka | Dogrywka |
| Pozycja | Załoga | Jacht     | Czas     | Pozycja  | Punkty   | Czas      | Pozycja   | Punkty    | Ogółem | Czas     | Pozycja  |
| ------- | --- | --------- | -------- | -------- | -------- | --------- | --------- | --------- | ------ | -------- | -------- |
| złoto   | Filip Ericsson Carl Hellström Paul Isberg Humbert Lundén Herman Nyberg Harry Rosenswärd Erik Wallerius Harald Wallin | Kitty     | 3:46:04  | 1        | 7        | 3:43:51   | 1         | 7         | 14     | —        | —        |
| srebro  | Harry Wahl Waldemar Björkstén Jacob Björnström Bror Brenner Allan Franck Erik Lindh Aarne Pekkalainen                | Nina      | +13:03   | 2        | 3        | +06:18    | 3         | 1         | 4      | 4:21:41  | 1        |
| brąz    | Esper Biełosielski Ernst Brasche Karl Lindholm Nikołaj Pusznicki Aleksandr Rodionow Iosif Schomaker Philipp Strauch  | Gallia II | +13:16   | 3        | 1        | +01:47    | 2         | 3         | 4      | +01:36   | 2        |
| 4       | Wilhelm Forsberg Bertil Bothén Björn Bothén Erik Lindén Arvid Perslow Erik Waller                                    | Marga     | +15:07   | 4        | 0        | +06:39    | 4         | 0         | 0      | —        | —        |